# بخش وین (شهرستان شامپاین، اوهایو)
بخش وین (به انگلیسی: Wayne Township) یک منطقهٔ مسکونی در ایالات متحده آمریکا است که در شهرستان شمپین، اوهایو واقع شده‌است.
 بخش وین ۸۳٫۹۵ کیلومتر مربع مساحت و ۱٬۸۰۹ نفر جمعیت دارد و ۳۶۴ متر بالاتر از سطح دریا واقع شده‌است.